# Qāsem Khān
Qāsem Khān (persiska: قاسم خان) är en ort i Iran.   Den ligger i provinsen Nordkhorasan, i den nordöstra delen av landet, 500 km öster om huvudstaden Teheran. Qāsem Khān ligger 1 040 meter över havet och antalet invånare är 308.
Terrängen runt Qāsem Khān är platt åt sydväst, men åt nordost är den kuperad.Runt Qāsem Khān är det ganska glesbefolkat, med 30 invånare per kvadratkilometer. Närmaste större samhälle är Neqāb, 19,3 km söder om Qāsem Khān. Trakten runt Qāsem Khān består i huvudsak av gräsmarker.